# ムジェロ・サーキット
ムジェロ・サーキットは、イタリアのトスカーナ州、フィレンツェの北およそ30kmのスカルペリーアにあるサーキット。
正式名称は、アウトドローモ・インテルナツィオナーレ・デル・ムジェッロ（伊: Autodromo Internazionale del Mugello）。

## 概要

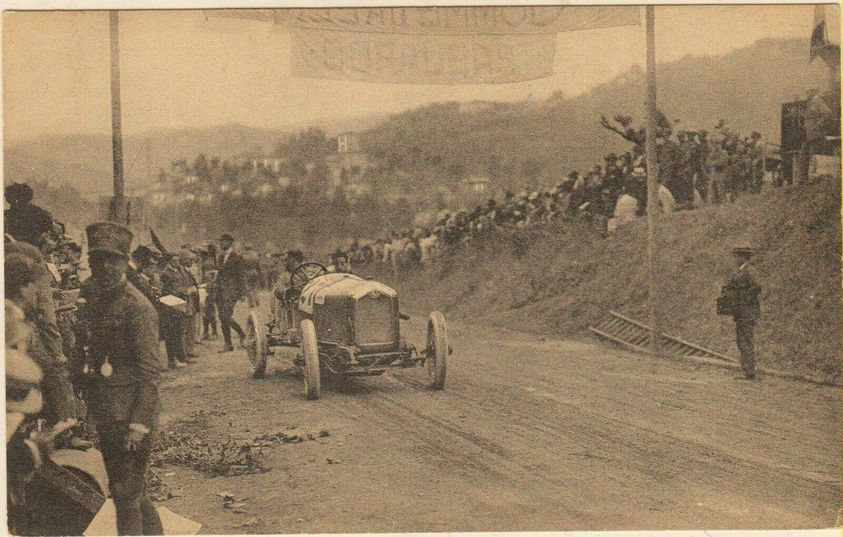
1920年のムジェロ・サーキット

1914年から1970年まではトスカーナの公道を一時的に閉鎖して設営されるチルクーイト・デル・ムジェッロ (Circuito del Mugello) =ムジェロ・サーキットと呼ばれる1周66キロメートル (km) の大周回公道コースであった。チルクーイト（サーキット）のスタート・フィニッシュ地点の北東近傍にアウトドローモ= (常設) 自動車競技場として再開されたのは1974年である。
1985年までロードレース世界選手権（WGP / 現MotoGP）開催地となっており、同年の第4戦イタリアグランプリの会場として使用された際には、フレディ・スペンサーが250ccと500ccの両クラスを制するダブルウィンを初達成した。しかし、サーキット経営が財政難に陥っており一旦WGPカレンダーから外された。1988年、高級スポーツカーメーカーのフェラーリによって買収され、以後は社有コースとして使用されるようになった。
1994年よりロードレース世界選手権のカレンダーに復帰し、イタリアグランプリが開催されているほか、様々な国内選手権のレースも開催されている。2020年にはF1世界選手権のトスカーナグランプリが開催された。
隔年の10月の末から11月の初めには、フェラーリのファン感謝祭である「フィナーリ・モンディアーリ」が行われ、フェラーリ・チャレンジの世界決定戦やスクーデリア・フェラーリのF1マシンの展示走行などが行われる。2009年にF1のプライベートテストが禁止される以前は、スクーデリア・フェラーリのテスト走行も当地で行われていた。
このコースではバレンティーノ・ロッシがMotoGPクラスで7年連続優勝（2002〜2008年）を達成し、ロッシのサポーター達がスタンドをロッシカラーの「黄色」に染める光景が名物となった。

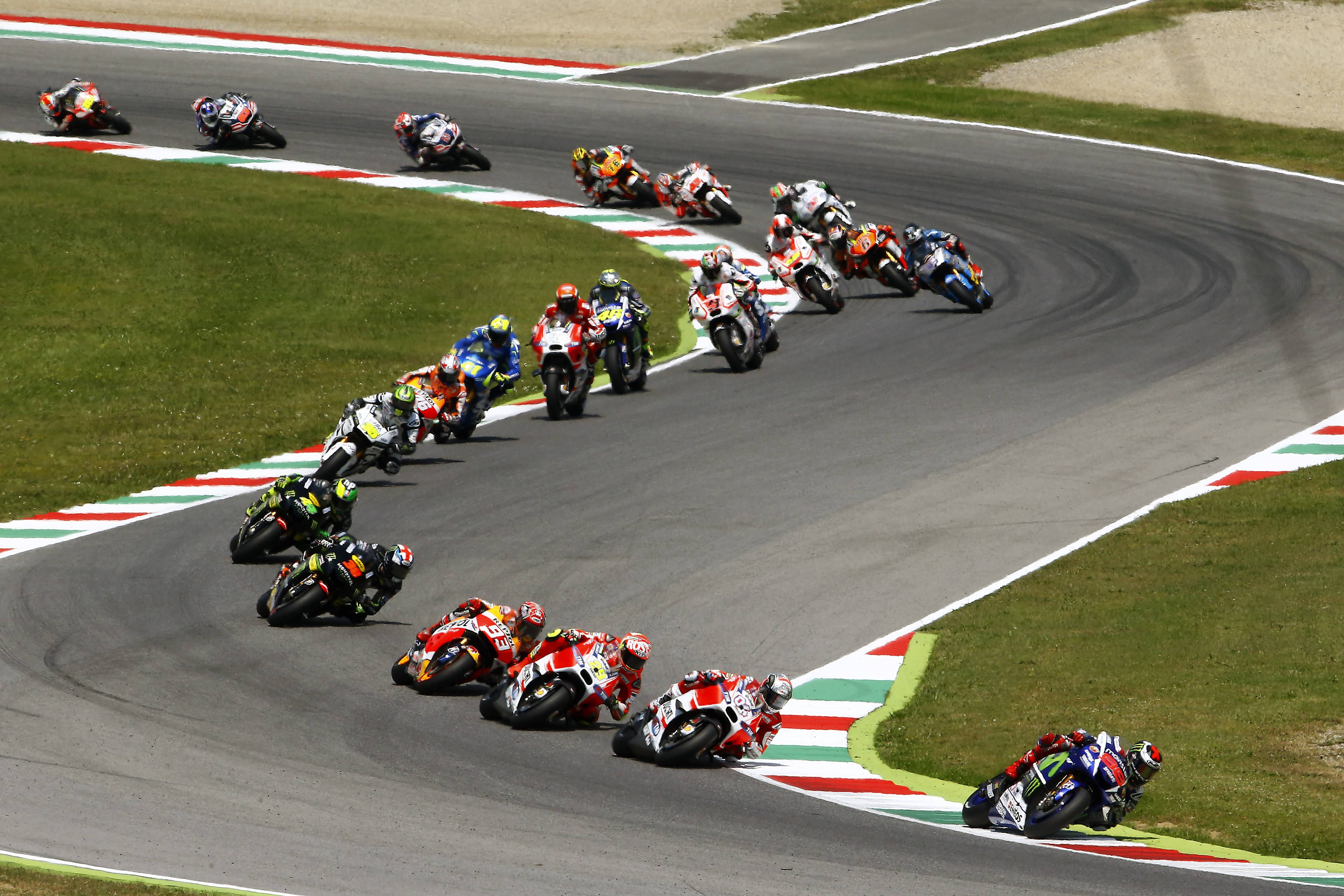
2015年イタリアGP

## コースの特徴
高低差が41.19mあり、左コーナーが6つ、右コーナーが9つの合計15のコーナーで構成される。丘陵地帯の地形を活かしたアップダウンがあり、切り返しのコーナーが多く、休む暇の少ない中高速テクニカルコースである。
コースの特徴として、まずは1km以上を誇るメインストレートが挙げられる。MotoGPで使われるサーキットの中では2番目に長いストレートであり、ピットロード合流付近で緩く左右にカーブしている。MotoGPクラスでは2023年シーズンにKTMのブラッド・ビンダーが366.1km/hの歴代最高速記録をマークしている。2020年のF1レースでの最高速度は、重量や空気抵抗の関係で308km/h程度に留まっている。
第1コーナーの「サン・ドナート」は、MotoGPでは340km/hから80km/h台まで速度を落とすタイトコーナーである。ストレートエンドが緩いS字のためアクセル全開で左にバンクした状態からフルブレーキングを開始する。そのためコーナーへ進入する際の急減速で外側に膨らむミスを犯しやすい。スリップストリームを使って追い越しても、1コーナーの減速ミスでイン側から抜き返されるなどの順位変動がよく見られる。
その後、上り勾配の2つの中速S字コーナー（2〜3コーナー・4〜5コーナー）が続き、6コーナー「カサノヴァ」から下り勾配に変わる。8〜9コーナーの「アラビアータ」は進入が下り勾配、出口が上り勾配のダイナミックな連続右コーナーとなる。
高速S字コーナー「ビオンデッティ」（13〜14コーナー）を越えた後が、ホームストレートの最高速度に影響する最終コーナー「ブーチネ」である。レース終盤にはポジション争いの勝負所となる。

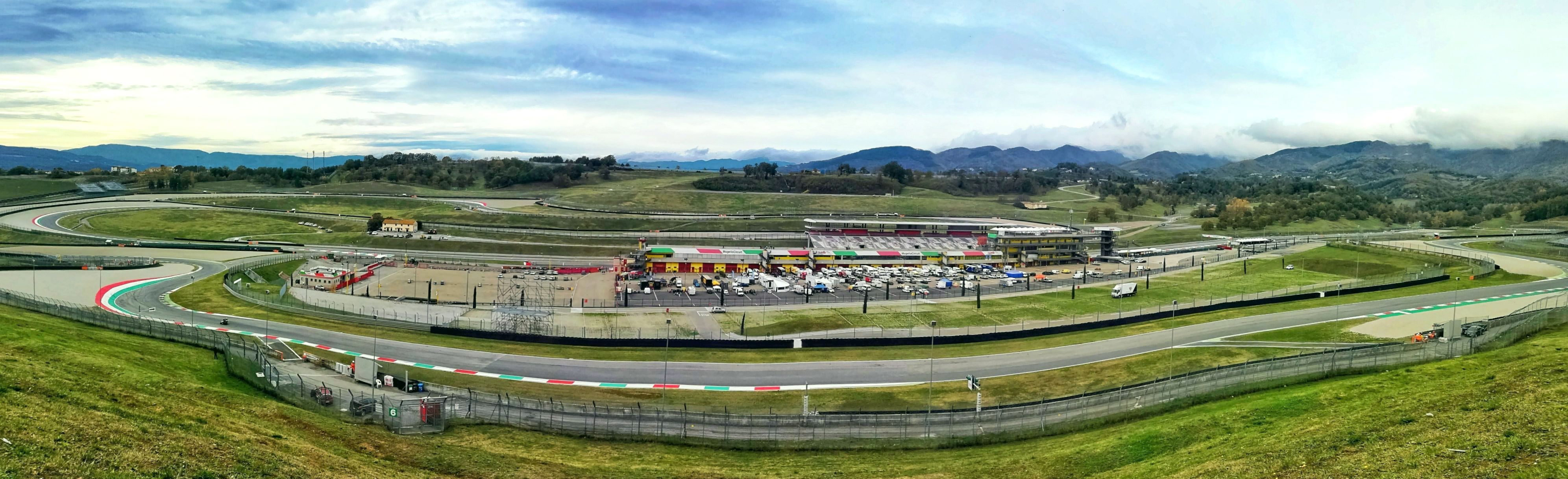
6コーナー付近からのパノラマビュー

## アクセス

### 自動車
フィレンツェ市内中心部より車で約50分。フィレンツェとボローニャを結ぶ高速道路、アウトストラーダ A1のバルベリーノ出口から車で約20分。なお、大規模レースやフィナーリ・モンディアーリ開催時は周辺道路の一般車両への交通制限が行われる。

### 鉄道
ボルゴ・サン・ロレンツォにあるトレニタリアのボルゴ駅から車で約20分。